# Kristina Lum
Pour les articles homonymes, voir Lum.
Kristina Lum (née le 18 octobre 1976 à Santa Clara (Californie)) est une nageuse synchronisée américaine.
En partenariat avec Bill May, Lum a remporté l'épreuve de duo aux championnats nationaux américains de 1998. Le duo a gagné une médaille d'argent dans le même événement aux Goodwill Games 1998. Elle est également médaillée d'argent par équipe aux Championnats du monde de natation 1998.
Kristina a ensuite participé à l'épreuve par équipe aux Jeux olympiques d'été de 2000, terminant à la 5ème place . 
En 2012, elle a été intronisée Synchronized Swimming Hall of Fame aux États-Unis 
Elle est médaillée d'argent en duo avec Bill May aux Championnats du monde de natation 2015.